# Edda Mussolini
Edda Mussolini (Forlì, 1 de setembro de 1910 — Roma, 9 de abril de 1995) foi a filha mais velha de Benito Mussolini, o ditador da Itália Fascista que governou o país entre 1922 e 1945.
Após seu casamento com o propagandista fascista e ministro das Relações Exteriores, Conde Galeazzo Ciano, tornou-se Edda Ciano, condessa de Cortellazzo e Buccari. Seu marido foi executado em janeiro de 1944 por dissidentes do governo de Mussolini. Ela negou veementemente sua participação no regime do Partido Nacional Fascista e teve um caso com um comunista após a execução de seu pai pelos partisans italianos, em abril de 1945.